# سوخودوو شلاختسکی
سوخودوو شلاختسکی (به لهستانی:  Suchodół Szlachecki) یک روستا در لهستان است که در گمینا سابنگه واقع شده‌است.